# 安藤源五郎
安藤 源五郎（あんどう げんごろう、1850年（嘉永3年5月） - 1921年（大正10年）1月26日）は、明治期の司法官僚、大審院判事。

## 経歴
美濃国中島郡駒塚村（現・岐阜県羽島市）生まれ。1867年（慶応3年）江戸に出て安井息軒に漢学を学び、1874年（明治7年）慶應義塾法律科一期生として卒業する。卒業後司法省八等出仕となり長崎上等裁判所の裁判官となり大審院検事となる。1886年（明治19年）大審院法律諮問会員、1890年（明治23年）青森地方裁判所検事正、1892年（明治25年）福島裁判所検事正等、各地方に歴任し、のちに退官し京都に移る。

## 家族
- 二女・あや - 横浜地方裁判所長・横山鉱太郎の妻[3]
- 三女・りえ - 弁護士・吉崎亀之助の妻[4]
- 四女・雪子 - 甲府地方裁判所長・大内信の妻[5]
- 五女・春子 - 中村精七郎の妻[6]
- 六女・千賀子 - 小栗一雄の妻[7]
- 養女・ゆわり - 娘婿の中村精七郎の庶子[6]